# Campionato europeo F.I.S.A. di Subbuteo 1992
Il "4th F.I.S.A. European Championships" di Subbuteo (calcio da tavolo) venne disputato ad Amburgo, in Germania, nel 1992.
Sono stati assegnati 2 titoli maschili:
- maschile
  - Seniores individuale
  - Juniores individuale

## Medagliere
| Pos. | Paese      | Oro | Argento | Bronzo | Totale |
| ---- | ---------- | --- | ------- | ------ | ------ |
| 1    | Belgio     | 1   | 1       | 0      | 2      |
| -    | Portogallo | 1   | 1       | 0      | 2      |
| 3    | Malta      | 0   | 0       | 1      | 1      |
| -    | Francia    | 0   | 0       | 1      | 1      |

## Categoria seniores
| Oro     | Paulo Sobral      | Portogallo |
| Argento | Dominique Demarco | Belgio     |
| Bronzo  | Christophe Fuseau | Francia    |

## Categoria juniores
| Oro     | Bertrand Sartisse  | Belgio     |
| Argento | Hugo Carvalho      | Portogallo |
| Bronzo  | Joseph Borg Bonaci | Malta      |